# Вбивця демонів: Замок Нескінченності
Вбивця демонів: Замок Нескінченності (яп. 劇場版「鬼滅の刃」無限城編, Gekijō-ban Kimetsu no Yaiba: Mugen-jō-hen) — трилогія японських анімаційних фільмів, заснованих на арці «Замок Нескінченності» з манґи Demon Slayer авторства Койохару Ґотоґе, що виходила у 2016–2020 роках. Це пряме продовження четвертого сезону аніме-серіалу. Режисером фільму виступає Харуо Сотодзакі, продюсер — студія Ufotable, сценарій написаний працівниками тієї ж студії.
На відміну від адаптацій «Селища мечників» та «До навчання Хашіра», які є фільмами-збірками, «Замок Нескінченності»  — це повноцінна повнометражна екранізація, зумовлена змістом арки та її драматичним ритмом, подібно до фільму до «Нескінченного потяга». Фільм був уперше анонсований у червні 2024 року — одразу після виходу фіналу четвертого сезону — як перша частина трилогії.
Вихід першої частини під назвою «Вбивця демонів: Замок Нескінченності – Частина 1: Повернення Акадзи» заплановано в Японії на 18 липня 2025 року компаніями Aniplex та Toho. Прем'єра фільму в Україні відбудеться 11 вересня.

## Сюжет

### Частина 1: Повернення Акадзи
Мудзан Кібуцуджі відступає до Замку Нескіненності, своєї вимірної фортеці, і заманює Танджіро та решту Вбивць Демонів усередину. Вбивці Демонів опиняються розділеними й починають битви з численними могутніми демонами, шукаючи Мудзана.
Шінобу Кочьо стикається з Домою, Верхнім Другим Рангом, який раніше вбив її сестру Канае. Хоча вона використовує отруту в бою, Дома врешті-решт убиває та поглинає її. Її молодша прийомна сестра Канао Цуюрі прибуває занадто пізно, щоб урятувати її, і бере участь у битві проти Доми замість неї. Про смерть Шінобу повідомляє вороновий вісник Касугай.
Дзеніцу Аґацума вступає в бій зі своїм колишнім наставником Кайгаку, учнем тієї ж Школи Дихання Грому і новим Верхнім Шостим Рангом. Обурений зрадою Кайгаку, яка призвела до самогубства їхнього майстра, Дзеніцу розкриває нову сьому форму Дихання Грому та вбиває його перед тим, як знепритомніти. Він бачить дух свого майстра, який підтверджує, що Дзеніцу був його гордістю та радістю.
Танджіро та Ґію Томіока вступають у бій з Акадзою, Верхнім Третім Рангом. Хоча Ґію активує свою Мітку Вбивці Демонів, бій триває важко. Танджіро, згадавши минулі спогади, входить у Прозорий Світ і Стан Безкорисливості, завдяки чому здобуває перевагу та обезголовлює Акадзу. Хоч Акадза майже відновлює свою голову, він згадує своє трагічне людське життя й вирішує знищити себе з сорому за дії як демон, перед тим як востаннє посміхнутися Танджіро. У потойбіччі його наречена Коюкі обіймає його.
Про перемогу Вбивць Демонів оголошують ворони. Поки вони відпочивають, Верхній Перший Ранг Кокушібо та Дома відчувають смерть Акадзи, тоді як Мудзан заточує Тамайо в кокон із власної плоті.

## Музика
Музику до фільму написали Юкі Каджіура та Ґо Шіїна, як і в аніме-серіалі та трьох попередніх фільмах. Головною темою фільму є «Taiyō ga Noboranai Sekai» (яп. 太陽が昇らない世界, досл. «A World Where the Sun Never Rises»)  у виконанні Aimer та «Zankoku no Yoru ni Kagayake» (яп. 残酷な夜に輝け, досл. «Shine in the Cruel Night»)  у виконанні LiSA.

## Реліз
Вихід фільму заплановано на 18 липня 2025 року компаніями Aniplex та Toho. Sony Pictures Releasing розповсюджуватиме фільм на міжнародних ринках через Crunchyroll. Прем'єра фільму в Україні відбудеться 11 вересня.

### Маркетинг
Компанія Ufotable, що займається виробництвом фільму, у співпраці з Major League Baseball випустила короткометражний фільм для просування фільму та серіалу, а також майбутньої гри-відкриття сезону 2025 року між командами «Лос-Анджелес Доджерс» та «Чикаго Кабс» на стадіоні «Токіо Доум» 18 березня. Фільм, у якому Хочю Оцука озвучує одного з персонажів серіалу, Саконджі Урокодакі (яп. 鱗滝 左近次, Urokodaki Sakonji), розповідає історію бейсболу та про саму гру зокрема. Також Toho випустила відредаговану версію всього серіалу[уточнити] 4 квітня 2025 року в японських кінотеатрах. Офіційний головний трейлер фільму був випущений 28 червня 2025 року на заході, що транслювався на Fuji TV у Японії  Трейлер отримав понад 40 мільйонів переглядів протягом 24 годин на офіційних платформах соціальних мереж.